# Bonne Nouvelle (album)
Pour les articles homonymes, voir Bonne-Nouvelle.
Albums de Natasha St-Pier
Tu trouveras... 10 ans de succès
(2009) Mon Acadie
(2015)
Bonne Nouvelle est le 7e album de Natasha St-Pier, sorti le 16 avril 2012,,.

## Liste des titres
Toutes les chansons sont écrites et composées par Siméo sauf Juste comme ça (écrite et composée par Mickaël Miro).
| No  | Titre                                          | Durée |
| --- | ---------------------------------------------- | ----- |
| 1.  | Bonne Nouvelle[Single]                         | 3:18  |
| 2.  | Ma meilleure idée                              | 3:45  |
| 3.  | Par cœur                                       | 3:09  |
| 4.  | Même pas peur                                  | 3:39  |
| 5.  | La Princesse                                   | 2:56  |
| 6.  | J'aime ça                                      | 3:24  |
| 7.  | Elle veut bien croire                          | 4:23  |
| 8.  | Une petite fille                               | 3:37  |
| 9.  | Vous les hommes                                | 4:41  |
| 10. | Pour ne jamais t'oublier                       | 3:18  |
| 11. | Juste comme ça[Single] (duo avec Mickaël Miro) | 3:09  |
| 12. | Dans le mercure                                | 3:33  |
| 13. | La Route (duo avec Jonathan Roy)               |       |

Une 14e chanson a été enregistrée, Tu verras, disponible uniquement en mp3 pendant un temps sur le site officiel.